# Georges Laederach
Pour les articles homonymes, voir Laederach.
Georges Laederach, né le 1er juillet 1906, est un joueur suisse de basket-ball.